# Jack Wild
Jack Wild (ur. 30 września 1952 w Royton, zm. 1 marca 2006 w Tebworth) – brytyjski aktor filmowy i teatralny.

## Życiorys
Urodził się w rodzinie sklepikarki i pracownika fabryki opon, miał brata Arthura. W 1968 roku wystąpił w filmie muzycznym pt. Oliver!, gdzie wcielił się w postać Artfula Dodgera. Za udział w tym filmie otrzymał nominację do Oscara w kategorii najlepszy aktor drugoplanowy. Grał także w produkcjach m.in. H.R. Pufnstuf (1969), Pufnstuf (1970), Robin Hood: Książę złodziei (1991) i Namiętność i zdrada (1998); pracował także w jednym z angielskich teatrów.
W 2001 roku wykryto u niego nowotwór jamy ustnej, w związku z którym trzy lata później przeszedł operację krtani i języka.

## Dyskografia
- The Jack Wild Album (1970)[3]
- Everything's Coming Up Roses (1971)[4]
- A Beautiful World (1972)[5]

## Życie prywatne
W 1975 roku poślubił Gaynor Jones, z którą się rozwiódł. W 2005 roku wszedł w związek małżeński z Claire Harding.
Pod koniec lat 70. zmagał się z uzależnieniem od alkoholu. Zamieszkał w hrabstwie ceremonialnym Bedfordshire.